# 殭屍教戰守則
是一部2015年美國恐怖喜劇片，為克里斯多福·B·藍登執導。由泰·謝里丹、羅根·米勒、喬伊·摩根、莎拉·杜蒙和大衛·柯屈納主演。派拉蒙影業將本片定檔2015年10月30日在美國上映。

## 劇情
故事敘述三位童子軍朋友在訓練營活動的最後一晚，原本居住的小鎮已經被殭屍佔領，使得他們必須靠所學的童子軍技能對抗殭屍，並試圖捍衛人類的生存。

## 演員
- 泰·謝里丹 飾 班恩
- 羅根·米勒 飾 卡特
- 喬伊·摩根 飾 奧奇
- 莎拉·杜蒙 飾 丹妮絲
- 大衛·柯屈納 飾 羅傑斯隊長
- 荷絲頓·塞奇 飾 坎朵
- 克蘿麗絲·利奇曼 飾 菲爾德太太
- 派翠克·史瓦辛格 飾 傑夫

## 發行
2014年5月30日，電影被派拉蒙排於2015年3月13日上映。2014年10月14日，上映日被改為2015年10月30日。

## 反響
《殭屍教戰守則》獲得了的評價以負面居多。爛番茄39%，Metacritic得分32（滿分100）。據CinemaScore調查，觀眾從「A+」至「F」之間給出了「B-」的評價。
電影首周票房180萬美元，排名當周第十二位，口碑普通。

## 外部連結
- 官方网站
- 互联网电影数据库（IMDb）上《殭屍教戰守則》的资料（英文）